# Astrotrichilia leroyana
Astrotrichilia leroyana, biljna vrsta iz porodice jasenjačevki na sjeveru Madagaskara. Najsrodnija je vrsti A. asterotricha (Radlk.) Cheek.
Vrsta je dio skupine biljaka koje je još 1999. proučavao Jean-François Leroy, u čiju čast ju je imenovao vrtni botaničar Pete Phillipson.